# Ethnologie française
Ethnologie française est une revue d'ethnologie de langue française publiée par la Société d'ethnologie française, aux Presses universitaires de France.

## Présentation
Fondée en 1971 par Jean Cuisenier dans le cadre du Centre d’ethnologie française, la revue Ethnologie française s’est inscrite en premier lieu en rupture avec les approches des folkloristes qui dominaient alors l’analyse des faits sociaux et culturels relevés dans le domaine français et européen en général. 
Située depuis 2008 au sein du pôle éditorial de la Maison des Sciences de l’Homme Mondes au sein du campus de l’Université Paris Nanterre, Ethnologie française est aujourd’hui l’une des principales revues d’anthropologie générale de langue française. Dirigée par Martine Segalen (2006-2017), puis par Nicolas Adell (depuis 2017), elle a maintenu une attention particulière, mais non exclusive, aux sociétés européennes au prisme de travaux nourris d’ethnographie et en dialogue avec les perspectives offertes notamment par l’histoire, la sociologie, les sciences politiques, la géographie et les études littéraires.
Ethnologie française publie trois numéros par an depuis 2020. La version papier est éditée et diffusée par les Presses universitaires de France. Les numéros parus depuis 2001 sont accessibles en ligne via le portail Cairn, avec une barrière mobile de 24 mois, et les plus anciens sont consultables sur la plateforme Jstor. 
La revue est soutenue par l'Université Paris Nanterre, l'Institut des sciences humaines et sociales du CNRS et le DPRPS (Ministère de la culture et de la communication – Direction générale des Patrimoines).

## Directeurs
- 1971-2006 : Jean Cuisenier
- 2006-2017 : Martine Segalen
- Depuis 2017 : Nicolas Adell